# 회색발다람쥐
회색발다람쥐(Neotamias canipes)는 다람쥐과에 속하는 설치류의 일종이다. 미국 뉴멕시코주와 텍사스주 트란스페코스 지역의 시에라 미아블로, 과달루페 산맥의 토착종이다. 자연 서식지는 온대 기후 지역 숲이다.

## 서식지
회색발다람쥐가 좋아하는 장소는 개간지 가장자리의 낮은 통나무이다. 여러 나무(참나무와 소나무, 전나무)가 혼합된 울창한 입목 지대와 덤불이 무성한 산허리, 특히 숨기 좋은 바위 틈에서도 발견된다. 위험이 닥치면 보통 바위 틈이나 땅 아래 굴 속, 또는 나무 속으로 숨을 곳을 찾는다.

## 생태
먹이는 도토리와 더글라스전나무 씨, 건포도, 구스베리, 버섯, 녹색 식물, 곤충과 같은 다양하게 이루어져 있다. 번식을 하는 장소는 거의 알려져 있지 않다. 새끼는 한여름에 거의 절반 정도 자라며, 9월과 10월에 거의 완전히 자라지만 8월에 과달루페 산맥에서 4마리의 새끼를 밴 암컷이 포획된 기록이 있다. 보통 1년에 한 번 새끼를 낳는다.

## 아종
2종의 아종이 알려져 있다.
- N. c canipes
- N. c sacramentoensis

## 같이 보기
- 다람쥐과
- 노랑소나무다람쥐
- 붉은꼬리다람쥐